# Celloteknik

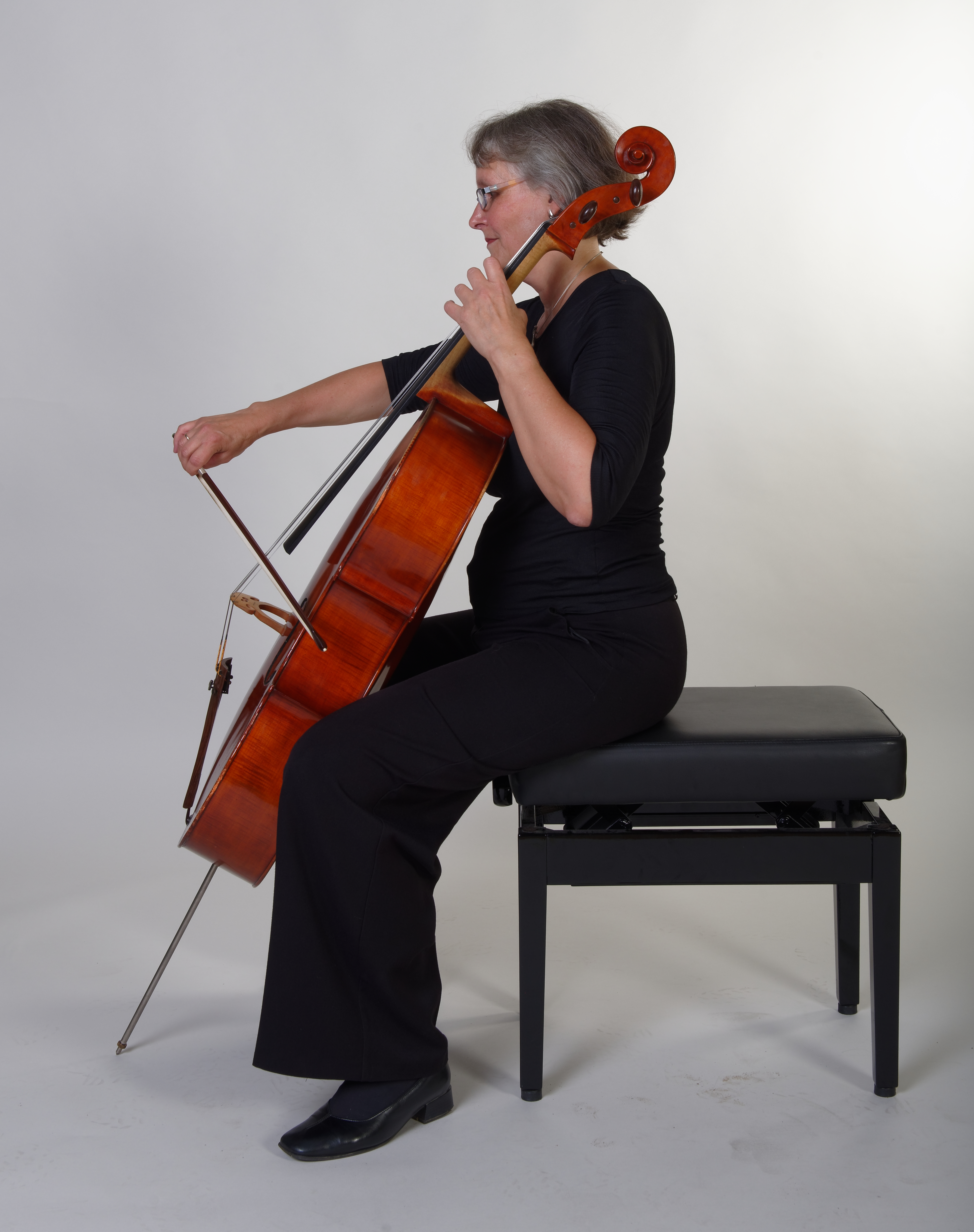
En cellist som visar spelteknik

Att spela cello görs sittande med instrumentet vilande på golvet. Fingertopparna på vänster hand trycker ner strängarna på greppbrädan för att bestämma tonhöjden. Den högra handen plockar eller drar stråken över strängarna för att skapa tonen.

## Kroppsställning
Cellon spelas sittande, och dess vikt stöds huvudsakligen av stallet som vilar på golvet. Cellon placeras mellan spelarens knän på den nedre delen och mot bröstet på den övre delen. Halsen på cellon ligger ovanför spelarens vänstra axel, medan stämpinnen på C-strängen är placerad precis bakom vänster öra.
Stråken dras horisontellt över strängarna. I äldre tider spelade kvinnliga cellister ibland med instrumentet i sidosadel, eftersom det ansågs olämpligt för en dam att visa sina knän offentligt. En spelares handställning påverkar inte hur cellon hålls eller används. I sällsynta fall har en spelare använt en spegelbildshållning, oftast på grund av ett fysiskt handikap i armen eller handen som gör den vanliga tekniken omöjlig för den sidan av kroppen. I sådana fall måste spelaren avgöra om instrumentet ska vändas om eller inte (eftersom stråkpositioner, bastång, ljudpost, greppbrädans form och bryggskärning är asymmetriska).

## Vänsterhandsteknik
Vänsterhandens fingertoppar trycker ner strängarna längs deras längd, vilket bestämmer tonhöjden på varje fingerad ton. Att trycka ner strängen närmare stall får tonen att bli högre eftersom den vibrerande strängens längd har förkortats. I halslägena (som använder strax mindre än hälften av greppbrädan närmast instrumentets topp) vilar tummen på baksidan av halsen; i tummposition (ett allmänt namn för toner på resten av greppbrädan) vilar tummen vanligtvis bredvid fingrarna på strängen och tumme-sidan används för att spela toner. Fingrarna hålls normalt böjda med varje led böjd, med fingertopparna i kontakt med strängen. Om ett finger krävs för att trycka ner två (eller fler) strängar samtidigt för att spela rena kvinter (i dubbelstopp eller ackord) hålls det plant. Vid långsammare eller mer uttrycksfullt spel kan kontaktpunkten flytta sig lite bort från nageln till fingerbladen, vilket möjliggör ett fylligare vibrato.

### Vibrato
Vibrato är en uttrycksfull teknik som imiterar rösten genom att tonen svänger upp och ner. Det skapas inte genom en rörelse i överarmen; snarare är det en rörelse i underarmen. Den fasta kontaktpunkten av fingertoppen på strängen absorberar denna rörelse genom att gunga fram och tillbaka, där tummen vanligtvis är i linje med långfingret. Denna förändring i fingertoppens attityd till strängen varierar tonhöjden. Användningen av vibrato är också mycket personlig; vissa föredrar att göra det snabbare medan andra föredrar att göra det långsammare.

### Harmonier (eller övertoner)
Övertoner som spelas på cello delas in i två klasser; naturliga och artificiella.
Flageolett på cello (eller övertoner) är en teknik där spelaren skapar en ton som är en del av en övertonserie utan att trycka ner strängen helt mot greppbrädan. Genom att lätt vidröra strängen vid specifika punkter på greppbrädan kan man skapa harmoniska toner som låter klarare och mer eteriska än de vanliga tonerna.

#### Artificiella harmonier/flaskhals-harmonier
Artificiella harmonier på cello (även kallade “flaskhals-harmonier”) är en teknik där spelaren använder både vänster hand och höger hand för att skapa harmoniska toner. Till skillnad från naturliga harmonier, där endast ett finger placeras lätt på strängen, krävs det här att man använder ett finger för att trycka ner strängen på en grundton samtidigt som ett annat finger lätt vidrör strängen på en harmonisk punkt. När man spelar artificiella harmonier på cello är den harmoniska tonen vanligtvis två oktaver högre än den ton som produceras av det nedersta fingret

### Glissando
Glissando (italienska för "glida") är en teknik där spelaren glider med fingret upp eller ner på greppbrädan utan att släppa strängen. Det gör att tonhöjden stiger eller faller på ett mjukt, kontinuerligt sätt, utan några avbrott eller separata tonsteg.

## Högerhandsteknik
I cellospel är stråken mycket som andningen för en blåsinstrumentspelare. Det kan hävdas att det är den största faktorn för uttrycksfullheten i spelet. Högerarmen delas in i tre oberoende delar: armen, underarmen och handen. Flexibilitet i alla tre delarna krävs för avslappnat spel och rak stråkföring. Högerhanden håller stråken och kontrollerar tonernas varaktighet och karaktär. Stråken dras över strängarna ungefär halvvägs mellan greppbrädans ände och stallen, i en riktning vinkelrät mot strängarna och parallellt med broen.
Stråken hålls med alla fem fingrar på högerhanden, där tummen är motsatt fingrarna och närmare cellistens kropp. Handens form bör likna dess avslappnade tillstånd, med alla fingrar böjda, inklusive tummen. Handleden lutar något mot strängarna när man gör ett uppåtstråk, och stråken hålls rak under rörelsen. Viktöverföringen från armen till stråken sker genom pronation (inåtrotation) av underarmen, vilket trycker pekfingret och i mindre grad långfingret på stråken. Den nödvändiga motkraften tillhandahålls av tummen. De andra två fingrarna används i olika grad för att hjälpa till att upprätthålla stråkens vinkel mot strängen och är avgörande för att kontrollera stråken när den är utanför strängen.